# Comuna Bulzeștii de Sus, Hunedoara
Bulzeștii de Sus (în maghiară: Felsőbulzesd) este o comună în județul Hunedoara, Transilvania, România, formată din satele Bulzeștii de Jos, Bulzeștii de Sus (reședința), Giurgești, Grohot, Păulești, Rusești, Stănculești, Ticera și Tomnatec.

## Demografie
Componența etnică a comunei Bulzeștii de Sus
     Români (79,64%)
     Alte etnii (1,09%)
     Necunoscută (19,27%)
Componența confesională a comunei Bulzeștii de Sus
     Ortodocși (74,18%)
     Adventiști (4%)
     Reformați (1,09%)
     Alte religii (1,09%)
     Necunoscută (19,64%)
Conform recensământului efectuat în 2021, populația comunei Bulzeștii de Sus se ridică la 275 de locuitori, în creștere față de recensământul anterior din 2011, când fuseseră înregistrați 271 de locuitori. Majoritatea locuitorilor sunt români (79,64%), iar pentru 19,27% nu se cunoaște apartenența etnică. Din punct de vedere confesional, majoritatea locuitorilor sunt ortodocși (74,18%), cu minorități de adventiști (4%) și reformați (1,09%), iar pentru 19,64% nu se cunoaște apartenența confesională.

## Politică și administrație
Comuna Bulzeștii de Sus este administrată de un primar și un consiliu local compus din 9 consilieri. Primarul, Doru-Ioan Paul[*], de la Partidul Național Liberal, este în funcție din 1 noiembrie 2024. Începând cu alegerile locale din 2024, consiliul local are următoarea componență pe partide politice:
|  | Partid                                 | Consilieri | Componența Consiliului | Componența Consiliului | Componența Consiliului | Componența Consiliului |
|  | -------------------------------------- | ---------- | ---------------------- | ---------------------- | ---------------------- | ---------------------- |
|  | Partidul Național Liberal              | 4          |                        |                        |                        |                        |
|  | Partidul Social Democrat               | 3          |                        |                        |                        |                        |
|  | Uniunea Democrată Maghiară din România | 1          |                        |                        |                        |                        |
|  | Partidul Mișcarea Populară             | 1          |                        |                        |                        |                        |

## Atracții turistice
- Biserica de lemn "Sfântul Ioan Gură de Aur" din satul Bulzeștii de Sus, construcție 1853, monument istoric
- Biserica de lemn "Buna Vestire" din satul Tomnatec, cobstrucție secolul al XVIII-lea, monument istoric
- Rezervația naturală "Peștera Cizmei" (1 ha)
- Rezervația naturală "Podul natural de la Grohot" (1 ha)